# Ngựa Hắc Hà
Ngựa Hắc Hà là một giống ngựa bắt nguồn từ lưu vực sông Hắc Long Giang (sông Amur) ở Trung Quốc.